# François Malkovsky
François Malkovsky, va néixer el 22 de setembre 1889 a Ceské Budéjovice  i va morir el 9 de gener de 1982 a Laon, va ser un ballarí i coreògraf creador de l'escola de Dansa lliure de París.
El 1910 va anar a París per continuar els seus estudis de cant clàssic, però va canviar d'opinió després de veure dansar Isadora Duncan en el teatre de Châtelet el gener de 1911, ja que va descobrir que la dansa de la manera que Isadora l'expressava, permetia, fins i tot millor que el cant, traduir les emocions transmeses per la música, fins i tot millor que la veu.
Es va preparar com a artista i professor, tot assistint a diversos cursos de dansa lliure i treballant amb alguns dels precursors d'aquestes noves tendències, com Raymond Duncan i Marie Kummer. El 1920 obrí el seu propi estudi on ensenyà el seu mètode de dansa lliure que es basava en el moviment humà natural com una unitat indivisible: mental, emocional i física. Aquesta recerca de la unitat de l'ésser, era fonamental per trobar el moviment natural duent a terme una recerca a través de la música: "Escolta la música i oblidat del cos", deia sovint als seus alumnes. Alguns dels seus estudiants han conservat i transmès els seus ensenyaments i el patrimoni artístic i actualment hi ha diverses associacions de Dansa Lliure Malkowsky que difonen el seu llegat.